# وليام ماكسويل إيفرتس
وليام ماكسويل إيفرتس (بالإنجليزية: William M. Evarts)‏ (6 شباط فبراير 1818- 28 شباط فبراير 1901) محامي أمريكي و رجل دولة شغل مناصب رفيعة في الإدارة الأمريكية أنذاك .تولى حقيبة الخارجية، شغل منصب نائب عام الولايات المتحدة كما أنتخب عضواً في مجلس الشيوخ الأمريكي عن نيويورك.
ولد إيفرتس في مدينة بوسطن بولاية ماساتشوستس وهو ابن المؤلف الأمريكي جيرمي إيفرتس المعارض لقانون اجتثاث الهنود وحفيد روجر شيرمان أحد الموقعين على إعلان الاستقلال الأمريكي.

## روابط خارجية
- وليام ماكسويل إيفرتس على موقع الموسوعة البريطانية (الإنجليزية)
- وليام ماكسويل إيفرتس على موقع إن إن دي بي (الإنجليزية)